# Asociación Civil Ciencia Hoy
La Asociación Civil Ciencia Hoy es una asociación civil argentina, sin fines de lucro. Su sede se encuentra en la Avenida Corrientes, Buenos Aires, Argentina.
Entre otras cosas es la responsable de la red RETINA (Red Teleinformática Académica) y de la Revista Ciencia Hoy.

## Objetivos
Fundada en 1988, sus objetivos son:
- Divulgar el estado actual y los avances logrados en la producción científica y tecnológica de la Argentina
- Promover el intercambio científico con el resto de Latinoamérica a través de la divulgación del quehacer científico y tecnológico de la región
- Estimular el interés del público con la ciencia y la cultura
- Editar una revista periódica que difunda el trabajo de científicos y tecnólogos argentinos, y de toda Latinoamérica, en el campo de las ciencias formales, naturales, sociales y de sus aplicaciones tecnológicas
- Promover la creación de una red teleinformática académica para uso de los investigadores
- Promover, participar y realizar conferencias, encuentros y reuniones de divulgación del trabajo científico y tecnológico rioplatense
- Colaborar y realizar intercambios de información con asociaciones similares de otros países